# Paramount Records
Paramount Records, är ett amerikanskt skivmärke, utgivet 1918–1935. Tillverkat av The New York Recording Laboratories (NYRL), vilket, namnet till trots, inte var baserat i New York utan i Port Washington, Wisconsin och ägdes av The Wisconsin Chair Company. Den huvudsakliga inspelningsverksamheten ägde dock rum i Chicago. 
Paramount är inte minst känt för sina särskilda "race records" riktade till USA:s svarta, vilka tidigare av de flesta skivbolag räknats som en ointressant målgrupp. På dessa utgåvor framträdde många av tidens största jazz- och inte minst bluesartister såsom Ma Rainey, Ida Cox, Lovie Austin, Blind Lemon Jefferson, Charlie Patton och Son House. Många av dessa skivor (särskilt de som utgavs under depressionen) pressades i relativt små upplagor och är i dag hett eftertraktade samlarrariteter.
Utöver huvudetiketten Paramount producerade NYRL även ett stort antal andra lågprisetiketter såsom Puritan, Broadway, Famous, Claxtonola, National och Bluebird Records. Bolaget sålde också inspelningar till och pressade skivor åt andra bolag, bland andra Black Swan, Harmograph och Grey Gull.